# 時乗寿
時乗 寿（時乘 壽、ときのり ひさし、1882年（明治15年）1月25日 - 1944年（昭和19年）5月1日）は、大日本帝国陸軍軍人。最終階級は陸軍中将。

## 経歴
山口県出身。初名は鶴松。1902年（明治35年）陸軍士官学校第14期卒業。翌年6月、陸軍砲兵少尉に任官する。1909年（明治42年）12月、陸軍大学校に入校し、1912年（大正元年）11月、陸軍大学校第24期卒業。1920年（大正9年）8月1日、名前を鶴松から寿へ改名。
1924年（大正13年）3月、陸軍大学校教官に転じ、同年8月、陸軍砲兵大佐に進む。ついで1928年（昭和3年）3月、野戦重砲兵第8連隊長を経て、1929年（昭和4年）12月、陸軍少将に進級と同時に陸軍大学校教官となり、1931年（昭和6年）8月、野戦重砲兵第2旅団長、1933年（昭和8年）3月、豊予要塞司令官、同年9月、陸軍重砲兵学校長と歴任し、同年12月には陸軍中将に進んだ。1934年（昭和9年）8月1日に待命し、同月30日、予備役に編入した。

## 親族
- 岳父：木戸孝正（華族、貴族院侯爵議員）[6]

## 栄典
- 1940年（昭和15年）8月15日 - 紀元二千六百年祝典記念章[7]